# 菅生隆之
菅生 隆之（すごう たかゆき、1952年8月1日 - ）は、日本の俳優、声優、ナレーター。千葉県飯岡町（現・旭市）出身。フクダ&Co.所属。

## 経歴
小学生は体は大きく、相撲も強かった。また小中高と運動神経も良かったという。一方、学業はそこそこで飛び抜けて出来たわけではなかったという。
八街学園高等学校（現：千葉黎明高等学校）時代は陸上部（種目はハードル）に所属しており、本人いわく「千葉県で一番速かった」とのこと。
当初はギターの弾き語りに憧れ、ギター教室に通っていたが、才能がないと感じていた頃、新聞の「歌、教えます」という募集がきっかけで、19 - 20歳頃に演劇カリキュラムもあった学校に入学。入学後、のちに恩師となる人物に出会い、その恩師が演出していた舞台に菅生が合格。俳優座劇場で舞台に立つ。
その後、恩師の知り合いの劇団に合格し入団。1年半ほど通うが、当時は演劇にあまり熱心でなかったことから「やっぱり違う」という感じで、アルバイトをしながらブラブラするようになる。すると恩師から「また辞めるの?」と訊かれ、文学座を受けるよう勧められる。最初は「文学座なんて受かるわけないでしょ」と答えたが、「いや、そんなことないよ。君は受かるよ」と言われたため受けてみたところ合格、1974年に文学座研究所に入所し、1979年には劇団の座員となる。ただし、外部の舞台にも多く出演していたことから初舞台は文学座公演ではなく、1978年に初演された蜷川幸雄演出の『ハムレット』であった。
声優としては、龍岡晋と三津田健が主役の声を務めた映画にて、実況放送の声でデビュー。その後すぐに、『警察医サイモン・ロック』で主役の声を担当していた伊武雅刀が多忙だったことから何本かを引き継いで担当し、これが初主演となった。
2017年6月1日より、長年所属していた文学座を退座し、フクダ&Co.の所属となる。

## 人物・エピソード
舞台やテレビドラマなどの出演の他、洋画の吹き替えやテレビアニメなどの声優としても活動している。
洋画の吹き替えではトミー・リー・ジョーンズやジャン・レノ、エド・ハリス（この3名の吹き替えは特に多く、共に十数本の代表作で担当）をはじめ、ウィリアム・ハート、キアラン・ハインズ、ヒューゴ・ウィーヴィング、ジェフ・ブリッジス、アレック・ボールドウィン、スティーヴン・ラング、トム・ウィルキンソン、ミッキー・ローク、アル・パチーノ、サム・ニール、リーアム・ニーソン、モーガン・フリーマン、デニス・クエイド、ブルース・ウィリス、クリス・クーパーなど多数の俳優の吹き替えを担当。トミー・リー・ジョーンズの吹き替えは当初、映画のみの担当であったが、サントリー缶コーヒーBOSSレインボーマウンテンのCM「宇宙人ジョーンズの地球調査シリーズ」でジョーンズが演じる宇宙人ジョーンズの吹き替えを前任者の谷口節の逝去に伴い、2013年4月放送の『大相撲篇』から引き継ぎで担当し2024年2月放送の『聞きおぼえのある声の旅人篇』では菅生本人が顔出しで出演した。『スタートレック』シリーズでは久松保夫の没後、多くの作品でスポックの声を担当している。
本人曰く吹き替えは、「自分にオファーが来た役を演じるというスタンス」であるらしい。また、吹き替えという仕事に臨む姿勢については「吹替も舞台も演じるということでは一緒なんです。だから、「人間」を演じたい。「そこにちゃんと呼吸している人がいる」、そう思ってもらえる吹替をやれたらいいなと思いますね」と話している。
過去作の追加録音などで代役を担当することもあるが、これについては「決してやり良いものではない」と話しており、「完全に真似るなんて不可能だし、それを目指すことには興味がないです。自分自身が納得できるお芝居ができて、観る人が違和感を感じないギリギリのところのせめぎ合い」で演じていると話している。
また、小川真司の持ち役を多く引き継いでおり、その1つであった『ジュラシック・ワールド/新たなる支配者』（劇場公開版、ザ・シネマ版のいずれも担当）のアラン・グラント博士役を担当した際には、小川に思いを寄せたコメントをしている。
昔はアニメの仕事は意識的にやらないように距離を取っていたが、ある時期からやるようになった。当初は不慣れであったが、ようやくレギュラーで落ち着いて演じられたのは『ヒートガイジェイ』だという。
資格免許は普通自動車。
親戚は映画館を経営していた。既婚者で妻がおり、菅生によれば「普通の人」らしい。また男の孫が2人いる。
同じく俳優・声優である壤晴彦とは長年の友人である。

## 出演
太字はメインキャラクター。

### テレビアニメ
1994年
- 幽☆遊☆白書（雷禅）

1996年
- ルパン三世 トワイライト☆ジェミニの秘密（ジャン本部長）

1998年
- MASTERキートン（レオン・パパス）

1999年
- 名探偵コナン（1999年 - 2019年、村川康之、船本達仁、加賀見栄三）

2000年
- NieA_7（吉岡稔持）

2002年
- ヒートガイジェイ（ジェイ）
- プリンセスチュチュ（大鴉）

2003年
- GAD GUARD（ドルジェル）
- キノの旅 -the Beautiful World-（40男）

2004年
- サムライチャンプルー（刈屋景時）
- NARUTO -ナルト-（初代火影・千手柱間）
- 鋼の錬金術師（老人）
- 爆裂天使（仁野レオ）
- BLEACH（2004年 - 2010年、斬月）
- MONSTER（2004年 - 2005年、Dr.ギーレン）

2005年
- 地獄少女（2005年 - 2017年、輪入道） - 4シリーズ
- 灼眼のシャナ（2005年 - 2011年、天目一個） - 2シリーズ
- 戦国英雄伝説 新釈 眞田十勇士 The Animation（出浦対馬守守清）
- ハチミツとクローバー（徳大寺）
- フルメタル・パニック! The Second Raid（メイヤー・アミット）

2006年
- ガラスの艦隊（ゴルナ法王）
- 武装錬金（ディープブレッシング艦長）
- BLOOD+（グレイ）
- 妖怪人間ベム（ゾジモフ）
- ロックマンエグゼBEAST（国男）

2007年
- 獣神演武 -HERO TALES-（曹栄徳覇）
- D.Gray-man（デボン）
- 天元突破グレンラガン（ナレーション、20年後のシモン）
- BACCANO! -バッカーノ!-（グース・パーキンズ）
- ぼくらの（長谷川）
- ロケットガール（那須田勲）

2008年
- ゴルゴ13（ダッチェス）
- 絶対可憐チルドレン（J.D.グリシャム）
- 鉄腕バーディー DECODE（2008年 - 2009年、中杉勝利、ダスク） - 2シリーズ
- ドルアーガの塔 〜the Aegis of URUK〜（ジジ）
- 美肌一族（SMK）
- 無限の住人（吐釣群）
- ルパン三世 sweet lost night 〜魔法のランプは悪夢の予感〜（ゴードン）

2009年
- グイン・サーガ（ウラド）
- スレイヤーズEVOLUTION-R（首領）
- 夏目友人帳 シリーズ（2009年 - 2011年、額傷の妖怪） - 2シリーズ
- 遊☆戯☆王5D's（2009年 - 2010年、ホセ、老年アポリア）
- よくわかる現代魔法（老人 / 老クリストバルド）

2010年
- ONE PIECE（2010年 - 2024年、シリュウ）

2011年
- 銀魂 シリーズ（2011年 - 2018年、泥水次郎長） - 2シリーズ
- GOSICK -ゴシック-（アルベール・ド・ブロワ侯爵）

2012年
- ZETMAN（佐山警部）
- TARI TARI（理事長）
- はぐれ勇者の鬼畜美学（バラム・ダイ・アロン・ディスディア）
- ONE PIECE エピソードオブルフィ 〜ハンドアイランドの冒険〜（ジエゴ）

2013年
- 宇宙戦艦ヤマト2199（沖田十三）※2012年劇場先行公開
- 義風堂々!! 兼続と慶次（徳川家康）
- ぎんぎつね（じっちゃん）
- 琴浦さん（石山巌鉄）
- サムライフラメンコ（羽佐間大輔、博士の声）
- NARUTO -ナルト- 疾風伝（初代火影・千手柱間）
- ビーストサーガ（ドンホエール）
- ルパン三世 princess of the breeze 〜隠された空中都市〜（ジーヴァ）

2014年
- ウィザード・バリスターズ 弁魔士セシル（深大寺裁判長）
- 金田一少年の事件簿R（氏家貴之）
- PSYCHO-PASS シリーズ（2014年 - 2019年、枅岢葉平、慎導篤志） - 2シリーズ
- スペース☆ダンディ（ルドリ）
- 東京喰種トーキョーグール（2014年 - 2018年、芳村） - 3シリーズ
- 魔弾の王と戦姫（バートラン）

2015年
- 暁のヨナ（ヤン・クムジ）
- アルスラーン戦記（2015年 - 2016年、アンドラゴラス三世） - 2シリーズ
- アルドノア・ゼロ（レイレガリア・ヴァース・レイヴァース〈2代目〉） - 2025年に総集編『アルドノア・ゼロ（Re+）』劇場上映

2016年
- 機動戦士ガンダムUC RE:0096（カーディアス・ビスト）
- 侍霊演武:将星乱（程普）
- 文豪ストレイドッグス（ハーマン・M）
- ヘヴィーオブジェクト（バッファ＝プランターズ）
- 名探偵コナン コナンと海老蔵 歌舞伎十八番ミステリー（薮崎由幸）

2017年
- 小林さんちのメイドラゴン（2017年 - 2021年、トールの父 / 終焉帝） - 2シリーズ
- テイルズ オブ ゼスティリア ザ クロス（ヘルダルフ）
- 銀の墓守り（2017年 - 2018年、陸遊七） - 2シリーズ
- 遊☆戯☆王VRAINS（鴻上聖）
- クロックワーク・プラネット（比良山ゲンナイ）
- ナイツ&マジック（アンブロシウス・タハヴォ・フレメヴィーラ）
- プリンセス・プリンシパル（L、ナレーション）

2018年
- おしりたんてい（2018年 - 2023年、マスター）
- ゴールデンカムイ（2018年 - 2023年、永倉新八） - 4シリーズ
- ルパン三世 PART5（ガストン）
- グランクレスト戦記（フベルトス・グルシード）
- レイトン ミステリー探偵社 〜カトリーのナゾトキファイル〜（ダニー・ベーコン）
- バキ（2018年 - 2020年、愚地独歩） - 2シリーズ

2019年
- 盾の勇者の成り上がり（教皇）
- キャロル&チューズデイ（シュバルツ）
- ヴィンランド・サガ（2019年 - 2023年、スヴェン王） - 2シリーズ
- ギヴン（ナレーション）
- アサシンズプライド（フェルグス＝アンジェル）

2020年
- ピーター・グリルと賢者の時間（2020年 - 2022年、アルバトロス・サンクトゥス） - 2シリーズ

2021年
- セスタス -The Roman Fighter-（デモクリトス）
- ゲッターロボ アーク（早乙女博士）
- デジモンゴーストゲーム（2021年 - 2023年、マミーモン）

2022年
- 天才王子の赤字国家再生術（ハガル）
- BLEACH 千年血戦篇（2022年 - 2024年、ユーハバッハ、斬月） - 3シリーズ

2023年
- アルスの巨獣（バクラ）
- わたしの幸せな結婚（今上帝）
- 聖剣学院の魔剣使い（アラキール・デグラジオス）
- とあるおっさんのVRMMO活動記（シルバー）

2024年
- 明治撃剣-1874-（岩倉具視）
- 怪獣8号（2024年 - 2025年、伊丹啓司） - 2シリーズ

2025年
- 片田舎のおっさん、剣聖になる（グラディオ・アスフォード・エル・レベリス）
- 光が死んだ夏（武田の爺さん）

### 劇場アニメ
1999年
- MARCO 母をたずねて三千里（ピエトロ・ロッシ）

2007年
- 劇場版BLEACH The DiamondDust Rebellion もう一つの氷輪丸（斬月）
- ベクシル 2077日本鎖国（ボーグ大佐）

2009年
- 劇場版 ヤッターマン 新ヤッターメカ大集合! オモチャの国で大決戦だコロン!（高田徳兵衛）
- 宮本武蔵 -双剣に馳せる夢-（犬飼喜一〈仮〉）

2011年
- 手塚治虫のブッダ -赤い砂漠よ!美しく-

2012年
- 映画 ベルセルク 黄金時代篇II ドルドレイ攻略（ボスコーン）
- ストライクウィッチーズ 劇場版（天城艦長）

2013年
- コードギアス 亡国のアキト 第2章「引き裂かれし翼竜」（ヴェランス大公〈オーガスタ・ヘンリ・ハイランド〉）

2014年
- 宇宙戦艦ヤマト2199 星巡る方舟（沖田十三）

2015年
- コードギアス 亡国のアキト 第3章「輝くもの天より堕つ」（ヴェランス大公）
- 屍者の帝国（ザ・ワン）

2017年
- LUPIN THE IIIRD 血煙の石川五ェ門（稲庭牧男）
- 夜明け告げるルーのうた（会長）

2018年
- フリクリ プログレ（アイパッチ）

2019年
- 映画 おしりたんてい シリーズ（2019年 - 2022年、マスター） - 3作品

2021年
- プリンセス・プリンシパル Crown Handler（2021年 - 2023年、L） - 3作品

2023年
- 劇場版 PSYCHO-PASS サイコパス PROVIDENCE（慎導篤志）

2024年
- 名探偵コナン 100万ドルの五稜星（福城良衛）
- 範馬刃牙VSケンガンアシュラ（愚地独歩）

### OVA
1997年
- 竜機伝承（レイモンド）

2000年
- 銀河英雄伝説外伝 螺旋迷宮（ファン・チューリン）

2002年
- 戦闘妖精雪風（ライトゥーム）

2005年
- 鴉 -KARAS-（都知事）
- 最終兵器彼女 Another love song（ワダ）

2010年
- 機動戦士ガンダムUC（カーディアス・ビスト）

2011年
- SUPERNATURAL: THE ANIMATION（アドルフ）

2012年
- わんおふ -one off-（茂登吉）

2017年
- 宇宙戦艦ヤマト2202 愛の戦士たち（沖田十三）※ODS作品

2018年
- ゴールデンカムイ（永倉新八） - コミックス第15巻アニメDVD同梱版

### Webアニメ
- HERO MASK（2018年、スティーブン・マートランド[70]）
- ベイブレードバースト ダイナマイトバトル（2022年、ヘルム・ペイン）
- Shenmue the Animation（2022年、芭月巌）
- スプリガン（2022年、ボーマン少佐[71]）
- ルパン三世VSキャッツ・アイ[72]（2023年、ベルガー〈真〉）
- 範馬刃牙（2023年、愚地独歩）

### ゲーム
1995年
- 幽☆遊☆白書FINAL 魔界最強列伝（雷禅）

1998年
- 玉繭物語（リケッツ）

2002年
- スター・ウォーズ ローグ スコードロン II（ハン・ソロ）

2003年
- スター・ウォーズ ローグ スコードロン III（ハン・ソロ）

2004年
- 鬼武者3（ジャック・ブラン）

2005年
- BLEACH シリーズ（2005年 - 2010年、斬月） - 10作品
- スプリンターセル パンドラトゥモロー（ダグラス・シェットランド）
- スプリンターセル カオスセオリー（ダグラス・シェットランド）
- ローグギャラクシー（アルビオス）
- 幽☆遊☆白書FOREVER（雷禅）

2006年
- ファイナルファンタジーXII（レダス）
- ACE COMBAT ZERO THE BELKAN WAR（アントン・カプチェンコ）
- 灼眼のシャナ（天目一個）

2007年
- 灼眼のシャナDS（天目一個）

2008年
- 白騎士物語（ドリスドール）
- 絶対可憐チルドレンDS 第4のチルドレン（J.D.グリシャム）

2009年
- アンチャーテッド 黄金刀と消えた船団（ゾラン・ラザレビッチ）
- 地獄少女 澪縁（輪入道）

2010年
- ザックとオンブラ まぼろしの遊園地（ゴロンゴ）
- 遊☆戯☆王ファイブディーズ タッグフォース5（ホセ）
- ONE PIECE ギガントバトル!（シリュウ）
- ONE PIECE ワンピーベリーマッチW（シリュウ）

2011年
- アンチャーテッド 砂漠に眠るアトランティス マルチプレイヤーモード（ゾラン・ラザレビッチ）
- 魔人と失われた王国（カナロア）
- 遊☆戯☆王ファイブディーズ タッグフォース6（ホセ）
- ONE PIECE ギガントバトル! 2 新世界（シリュウ）

2012年
- スーパーロボット大戦OGサーガ 魔装機神II REVELATION OF EVIL GOD（レッフェン・ダスドレーシュ）
- NARUTO -ナルト- シリーズ（2012年 - 2016年、初代火影・千手柱間） - 4作品

2013年
- コール オブ デューティ ゴースト（イライアス・T・ウォーカー）
- 獣電戦隊キョウリュウジャー ゲームでガブリンチョ!!（百面神官カオス）
- スーパーロボット大戦OGサーガ 魔装機神III PRIDE OF JUSTICE（レッフェン・ダスドレーシュ）
- Dragon's Dogma: Dark Arisen（エドマン）
- Bioshock Infinite（ザッカリー・カムストック）
- バイオハザード6 Special Package（ディレック・C・シモンズ）
- メタルギア ライジング リベンジェンス（ボリス）

2014年
- スーパーロボット大戦OGサーガ 魔装機神F COFFIN OF THE END（レッフェン・ダスドレーシュ）

2015年
- グランブルーファンタジー（2015年 - 2017年、神王モンタギュー、ゼエン）
- 絶対迷宮 秘密のおやゆび姫（息吹の魔法使いヴァルファ）
- ゼノブレイドクロス（ナギ）
- 大逆転裁判 -成歩堂龍ノ介の冒險-（ナレーション / 語り）
- テイルズ オブ ゼスティリア（謎の敵 / ゲオルク・ヘルダルフ）
- 東亰ザナドゥ（九重宗介）

2016年
- SDガンダム GGENERATION GENESIS（カーディアス・ビスト）
- 武器よさらば（矢沢龍道）
- ベルセルク無双（ボスコーン）

2017年
- スーパーロボット大戦V（沖田十三）
- 大逆転裁判2 -成歩堂龍ノ介の覺悟-（ナレーション）
- 仁王（天海）
- ファイアーエムブレム Echoes もうひとりの英雄王（ルドルフ）

2018年
- 銀魂乱舞（泥水次郎長）
- Marvel's SPIDER-MAN（J・ジョナ・ジェイムソン）

2019年
- エースコンバット7 スカイズ・アンノウン（ミハイ・ア・シラージ）
- SEKIRO: SHADOWS DIE TWICE（ナレーター）
- DAEMON X MACHINA（准将）
- ドラゴンクエストXI 過ぎ去りし時を求めて S（デルカダール王）
- 幽☆遊☆白書 100%本気バトル（雷禅）

2020年
- ファイアーエムブレム ヒーローズ（ルドルフ）
- アークザラッド R（モンジ）
- 龍が如く ONLINE（愚地独歩）

2021年
- テイルズ オブ ザ レイズ（ヘルダルフ）

2022年
- バキ KING OF SOULS（愚地独歩）
- 共闘ことばRPG コトダマン（雷禅）
- 信長の野望・新生（ナレーション）
- ライブアライブ（ハッシュ）
- ソウルハッカーズ2（葛葉マンゲツ）
- タクティクスオウガ リボーン（ブライアム・ディダーロ）
- モノクロームメビウス 刻ノ代贖（パシュパクル）

2023年
- ジョジョの奇妙な冒険 オールスターバトルR（ワンダー・オブ・U） - DLC追加キャラクター

2024年
- Rise of the Ronin（井伊直弼）

2025年
- ゼノブレイドクロス ディフィニティブエディション（ナギ）
- BLEACH Rebirth of Souls（斬月）

### CD
- 胡鶴捕物帳 第壱・弐巻（千渡鶴之進）
- CDシアター ドラゴンクエストVI（レイドック）
- BLEACH BEAT COLLECTION 2nd SESSION 01 -ICHIGO KUROSAKI/ZANGETSU-
- BLEACH BREATHLESS COLLECTION：01 黒崎一護 with 斬月

### 吹き替え

#### 担当俳優
アル・パチーノ
- インサイダー（ローウェル・バーグマン）※機内上映版
- インソムニア（ウィル・ドーマー）※テレビ朝日版
- 88ミニッツ（ジャック・グラム）
- エニイ・ギブン・サンデー（トニー・ダマト）※日本テレビ版
- シモーヌ（ヴィクター・タランスキー）
- ヒート（ヴィンセント・ハナ）※テレビ朝日版

アレック・ボールドウィン
- あなたに恋のリフレイン（チャーリー・パール）
- エリザベスタウン（フィル・デボース）
- キャッツ & ドッグス（ブッチ）
- 恋するベーカリー（ジェイク・アドラー）
- コンカッション（ジュリアン・ベイルズ医師）
- マーキュリー・ライジング（ニコラス・クドロー）※テレビ朝日版
- 欲望という名の電車（スタンリー）
- ワーキング・ガール（ミック・デューガン）※テレビ朝日版

ウィリアム・ハート
- A.I.（アレン・ボビー教授）※TBS版
- エバーラスティング 時をさまようタック（アンガス・タック）
- キング 罪の王（デヴィッド・サンダウ）
- グッド・シェパード（フィリップ・アレン）
- ヒューマンズ（ジョージ・ミリカン博士）
- 4thフロアー（グレッグ・ハリソン）
- マーベル・シネマティック・ユニバース（サディアス・“サンダーボルト”・ロス）
  - インクレディブル・ハルク
  - シビル・ウォー/キャプテン・アメリカ
  - アベンジャーズ/インフィニティ・ウォー
  - ブラック・ウィドウ

- Mr.ブルックス 完璧なる殺人鬼（マーシャル）

エド・ハリス
- アナーキー（シンベリン）
- ウェイバック -脱出6500km-（ミスター・スミス）
- 崖っぷちの男（デイヴィッド・イングランダー）
- ゴーン・ベイビー・ゴーン（レミー・ブレサント刑事）
- ザ・クリーナー 消された殺人（エディ・ロレンゾ）
- さようなら、コダクローム（ベン）
- ジオストーム（レオナルド・デッコム）
- スノーピアサー（ウィルフォード）
- トップガン マーヴェリック（ケイン）
- ナショナル・トレジャー リンカーン暗殺者の日記（ジェブ・ウィルキンソン ）
- ニードフル・シングス（アラン・パングボーン保安官）
- ペイン&ゲイン 史上最低の一攫千金（エド・デュボイス3世）
- マザー!（男性）
- ラン・オールナイト（ショーン・マグワイア）

キーファー・サザーランド
- バロウズの妻（ウィリアム・S・バロウズ）
- フラットライナーズ（ネルソン・ライト）※ソフト版
- フラットライナーズ（ウルフソン博士）

キアラン・ハインズ
- ウーマン・イン・ブラック 亡霊の館（サム・デイリー）
- ゲーム・オブ・スローンズ（マンス・レイダー）
- トゥームレイダー2（ジョナサン・ライス博士）※テレビ朝日版
- ハリー・ポッターと死の秘宝 PART2（アバーフォース・ダンブルドア）
- 犯罪捜査官 アナ・トラヴィス（ジェームズ・ラングストン警部）
- マイアミ・バイス（フジマ）※テレビ東京版

クリス・クーパー
- キングダム/見えざる敵（グラント・サイクス）
- 遠い空の向こうに（ジョン・ヒッカム）
- パトリオット（ハリー・バーウェル大佐）※テレビ東京版
- ボーン・アイデンティティー（アレクサンダー・コンクリン）※ソフト版
- ボーン・スプレマシー（アレクサンダー・コンクリン）※ソフト版

クリストファー・ウォーケン
- 恋の選択（ヴァンニ・コルソ）
- デンバーに死す時（ボス）
- パルプ・フィクション（クーンツ大尉）
- ランダウン ロッキング・ザ・アマゾン（ハッチャー）※テレビ東京版

ケネス・ブラナー
- 愛と死の間で（マイク・チャーチ / ローマン・ストラウス）※ソフト版
- オセロ（イアーゴ）
- シェイクスピアの庭（ウィリアム・シェイクスピア）
- フランケンシュタイン（ヴィクター・フランケンシュタイン）※ソフト版

サム・ニール
- アサシン・クラブ（イアン・コールドウェル）
- イベント・ホライゾン（ウィリアム・ウェアー博士）
- インベージョン #1（タイソン）
- ジュラシック・ワールド/新たなる支配者（アラン・グラント博士）※劇場公開版、ザ・シネマ版
- そして誰もいなくなった（ジョン・マッカーサー）
- 大地の傷跡（ポール・サウター）
- 透明人間（デヴィッド・ジェンキンス）※テレビ朝日版

ジェフ・ブリッジス
- アメリカン・ハート（ジャック・ケルソン）
- キングスマン:ゴールデン・サークル（シャンパン）
- ザ・コンテンダー（ジャクソン・エヴァンズ）
- 失踪（バーニー・カズンズ）
- セブンス・サン 魔使いの弟子（マスター・グレゴリー）
- ビッグ・リボウスキ（ジェフリー・“デュード”・リボウスキ）※BD・新盤DVD
- ホテル・エルロワイヤル（ダニエル）

ジャンカルロ・ジャンニーニ
- 007 カジノ・ロワイヤル（ルネ・マティス）※ソフト版
- 007/慰めの報酬（ルネ・マティス）※ソフト版
- ハンニバル（リカルド・パッツィ）※ソフト版
- レオナルド 〜知られざる天才の肖像〜（ヴェロッキオ）

ジャン・レノ
- アーマード 武装地帯（クイン）
- エンパイア・オブ・ザ・ウルフ（ジャン＝ルイ・シフェール）
- 鬼武者3（ジャック・ブラン）
- クリムゾン・リバー（ピエール・ニーマンス）
- クリムゾン・リバー2 黙示録の天使たち（ピエール・ニーマンス）
- グレート・アドベンチャー（ピエール）
- 刑事ジョー パリ犯罪捜査班（ジョアシャン “ジョー”・サン＝クレール）
- GODZILLA（フィリップ・ローシェ）※劇場公開版
- コルシカン・ファイル（アンジュ・レオーニ）
- ザ・スクワッド（セルジュ・ビュラン）
- シェフ! 〜三ツ星レストランの舞台裏へようこそ〜（アレクサンドル・ラガルド）
- 人生は、奇跡の詩（フアド）
- ズバリ言うわよ!（本人）※ボイスオーバー
- ダイ・ハート（クロード・ヴァン・デ・ヴェルデ）
- ダ・ヴィンチ・コード（ベズ・ファーシュ警部）※劇場公開版
- ドアマン（ヴィクター・ドゥモイ）
- バーニング・クロス（ジル・メルシエ）※オンデマンド配信版
- バレッツ（シャルリ・マッティ）
- ピンクパンサー（ジルベール・ポントン）
- ピンクパンサー2（ジルベール・ポントン）
- フライボーイズ（ジョルジュ・セノール大尉）
- マイ・ラブリー・フィアンセ（ティボールト）
- ラスト・クライム 華麗なる復讐（パトリック）
- ラスト・バレット（ヘンリー）
- Lift/リフト（ヨルゲンセン）
- ルー・ガルー: 人狼を探せ!（ジルーベル）
- レオン（レオン）※テレビ朝日版
- ローラーボール（アレクシス・ペトロヴィッチ）※テレビ東京版
- WASABI（ユベール・フィレオンティーニ）※テレビ東京版

ジョアキム・デ・アルメイダ
- 今そこにある危機（コルテズ）※テレビ朝日版
- オンリー・ユー（ジョヴァンニ）
- 選挙の勝ち方教えます（ペドロ・カスティーヨ）
- 24 -TWENTY FOUR- シーズン3（ラモン・サラザール）

ジョナサン・バンクス
- インクレディブル・ファミリー（リック・ディッカー）
- エルカミーノ: ブレイキング・バッド THE MOVIE（マイク）
- ベター・コール・ソウル（マイク・エルマントラウト）※シーズン4から

ジョン・ノーブル
- エアベンダー（ドラゴン〈精霊〉の声）
- エレメンタリー ホームズ&ワトソン in NY（モーランド・ホームズ）
- FRINGE/フリンジ（ウォルター・ビショップ）

スティーヴン・ラング
- アバターシリーズ（マイルズ・クオリッチ大佐）
  - アバター
  - アバター:ウェイ・オブ・ウォーター

- テラノバ/Terra Nova（ナサニエル・テイラー司令官）
- ハウス・オブ・ダビデ（預言者ミカエル）
- ビヨンド・ワルキューレ カリーニングラードの戦い（ラインハルト大将）

ステラン・スカルスガルド
- キャシアン・アンドー（ルーセン・レイエル）
- 宮廷画家ゴヤは見た（フランシスコ・デ・ゴヤ）
- グラスハウス（テリー・グラス）※ソフト版、テレビ朝日版
- ノー・グッド・シングス（タイロン・アバナシー）

ダン・エイクロイド
- エボリューション（ルイス知事）※日本テレビ版
- ドライビング Miss デイジー（ブーリー・ワサン）※VHS版
- パール・ハーバー（サーマン）※ソフト版

デニス・クエイド
- アメリカン・ドリームズ（ジョゼフ・ステイトン大統領）
- ハッピーフェイス（キース・ハンター・ジェスパーソン）
- フレッシュ・アンド・ボーン 〜渇いた愛のゆくえ〜（アーリス・スウィーニー）
- VEGAS/ベガス（ラルフ・ラム）
- ミッドウェイ（ウィリアム・ハルゼー中将）

デニス・リアリー
- アメイジング・スパイダーマン（ジョージ・ステイシー）
- アメイジング・スパイダーマン2（ジョージ・ステイシー）
- トーマス・クラウン・アフェアー（マイケル・マッキャン）※フジテレビ版

デビッド・ハッセルホフ
- エア・タービュランス ベイウォッチ（ミッチ・ブキャナン）
- クレイジー・ドライブ（本人役）
- ベイウォッチ（ミッチ・ブキャナン）※NHK-BS2番
- ベイウォッチ（師匠）

トミー・リー・ジョーンズ
- アド・アストラ（H・クリフォード・マクブライド）
- 陰謀の街 ワンダー（ジミー・クリート）
- カムバック・トゥ・ハリウッド!!（デューク）
- 記者たち 衝撃と畏怖の真実（ジョー・ギャロウェイ）
- クリミナル 2人の記憶を持つ男（フランクス医師）
- ザ・クライアント 依頼人（ロイ・フォルトリッグ）※テレビ朝日版
- 心の扉（ジェイク・ビアランダー）
- 31年目の夫婦げんか（アーノルド・ソームズ）
- スペース カウボーイ（ホーク・ホーキンズ）※日本テレビ版
- ダブル・ジョパディー（トラヴィス・レーマン）※テレビ朝日版
- 沈黙の戦艦（ウィリアム・ストラニクス大佐）※ソフト版
- 追跡者（サミュエル・ジェラード）※ソフト版・テレビ朝日版
- 天と地（スティーヴ・バトラー）
- 逃亡者（サム・ジェラード）※ソフト版
- 眠りの地（ジェレマイア・オキーフ）
- ノーカントリー（エド・トム・ベル保安官）
- バットマン フォーエヴァー（ハーヴェイ・デント / トゥーフェイス）※ソフト版
- ブルースカイ（ハンク・マーシャル）
- ブローン・アウェイ/復讐の序曲（ライアン・ギャリティ）※テレビ朝日版
- ベスト・バディ（レオ・マッケイ）
- ボス CM（宇宙人ジョーンズ）※2013年から
- ボルケーノ（マイク・ローク）※ソフト版
- メカニック:ワールドミッション（マックス・アダムス）
- メルキアデス・エストラーダの3度の埋葬（ピート・パーキンス）
- メン・イン・ブラック（エージェントK）※日本テレビ版
- メン・イン・ブラック2（エージェントK）※テレビ朝日版
- リンカーン（タデヴス・スティーヴンス）

トム・ウィルキンソン
- イン・ザ・ベッドルーム（マット・ファウラー）
- グローリー/明日への行進（リンドン・ジョンソン）
- 否定と肯定（リチャード・ランプトン）
- フィクサー（アーサー・イーデンス）
- ペイド・バック（ステファン・ゴールド）
- ワルキューレ（フリードリヒ・フロム上級大将）

トム・セレック
- キス&キル（ミスター・コーンフェルド）
- ブルーブラッド 〜NYPD家族の絆〜（フランク・レーガン）
- フレンズ（リチャード・バーク）
- ラブ・レター（ジョージ・マッティアス）

トム・ベレンジャー
- 硝子の塔（ジャック・ランスフォード）※ソフト版
- 疑惑の幻影（ジャック・カンピオーニ）※ソフト版
- 相続人（ピート・ランドル）※フジテレビ版
- トム・ベレンジャー in 処刑岬（アート）

トリート・ウィリアムズ
- ザ・グリード（ジョン・フィネガン）※テレビ朝日版
- セカンド・アクト（アンダーソン・クラーク）
- ホワイトカラー（サミュエル・フェルプス / ジェームズ・ベネット）

バート・レイノルズ
- デス・リベンジ（コンリード王）
- トランザム7000VS激突パトカー軍団（バンディット）※ソフト版
- トランザム7000 PART3（バンディット）
- ラスト・ムービースター（ヴィック・エドワーズ）
- ロンゲスト・ヤード（ネイト・スカーボロー）

ハリソン・フォード
- サブリナ（ライナス・ララビー）
- ジャック・ライアンシリーズ（ジャック・ライアン）※ソフト版
  - パトリオット・ゲーム
  - 今そこにある危機

- スター・ウォーズ ローグ スコードロン III（ハン・ソロ）
- 正義のゆくえ I.C.E.特別捜査官（マックス・ブローガン）

ピーター・ストーメア
- URAMI 〜怨み〜（ミロ・スタイルズ）
- 9デイズ（アドリク・ヴァス）※ソフト版
- ファーゴ（ゲア・グリムスラッド）※テレビ東京版

ヒューゴ・ウィーヴィング
- Vフォー・ヴェンデッタ（V）
- ホビット 思いがけない冒険（エルロンド）
- ホビット 決戦のゆくえ（エルロンド）
- ロード・オブ・ザ・リング三部作（エルロンド）
  - ロード・オブ・ザ・リング
  - ロード・オブ・ザ・リング/二つの塔
  - ロード・オブ・ザ・リング/王の帰還

ブライアン・クランストン
- 人生の動かし方（フィリップ・ラカス）※VOD版
- マダガスカル3（ビターリ）
- Your Honor/追い詰められた判事（マイケル・デジアート）

ブルース・ウィリス
- エージェント:ナイト NY大捜査線（ジェームズ・ナイト）
  - エンド・オブ・アメリカ
  - ザ・タスクフォース SWAT非公式作戦

- オペレーション・ゴールド（ライアン・スワン）
- ガンズ&バレッツ CODE:White（アーノルド）
- ザ・チェイサー 真実の瞬間（フリーマン）
- サバイバル・シティ（デビッド）
- THE LAW 刑事の掟（スティーブ・ウェイクス）
- ザ・ローブ THE HEROES HIGHT VOLTAGE（ジュリアス・ローブ）
- シックス・センス（マルコム・クロウ）※ソフト版
- スプリット（デヴィッド・ダン）※機内上映版
- ドント・サレンダー 進撃の要塞（ロバート・マイケルズ）
  - スナイパーズ・アイ 不落の要塞

- ホステージ（ジェフ・タリー）※ソフト版
- マザーレス・ブルックリン（フランク・ミナ）
- ラスト・ダイ・ハード（ヴァルモラ）

ブレット・カレン
- CSI:15 科学捜査班 ザ・ファイナル #17（ジョン・ノーラン）
- ジョーカー（トーマス・ウェイン）
- THE BLACKLIST/ブラックリスト シーズン6、7（ストレンジャー / フランク・ブルーム / イリヤ・コズロフ）

マイケル・アイアンサイド
- ER緊急救命室（Dr.ウィリアム・スウィフト）
- イグニッション（ジェイク・ルッソ）
- コードネームはファルコン（FBI捜査官）※テレビ朝日版
- スターシップ・トゥルーパーズ（ジーン・ラズチャック）※フジテレビ版
- ハードワイヤー 奪われた記憶（ハル）
- マシニスト（ミラー）

ミッキー・ローク
- アイアンマン2（イワン・ヴァンコ / ウィップラッシュ）※劇場公開版
- インモータルズ -神々の戦い-（ハイペリオン）
- キルショット（ブラックバード）
- デッド・オア・アライブ 監獄の街（ルディ・レイ）
- ドミノ（エド・モズビー）
- マグナム（ジャック）
- レジェンド・オブ・メキシコ/デスペラード（ビリー）

メル・ギブソン
- パトリオット（ベンジャミン・マーティン）※ソフト版
- パパVS新しいパパ2（カート・メイロン）
- ファーザー・スチュー/闘い続けた男（ビル・ロング）
- ミリオンダラー・ホテル（スキナー）

モーガン・フリーマン
- クリントンの真実（ナレーター）
- ザ・スナイパー（カーデン）
- ストーリー・オブ・ゴッド WITH モーガン・フリーマン（ナビゲーター）
- 特殊作戦部隊:ライオネス（マリンズ）
- ベティ・サイズモア（チャーリー）
- ベン・ハー（族長イルデリム）
- モーガン・フリーマン 時空を超えて（ナビゲーター）
- ラブ・アペタイザー（ハリー・スティーヴンソン）

リーアム・ニーソン
- アフターライフ（エリオット・ディーコン）
- CHLOE/クロエ（デビット・スチュアート）
- ザ・シークレットマン（マーク・フェルト）
- 特攻野郎Aチーム THE MOVIE（“ハンニバル” ジョン・スミス大佐）
- レジェンド・オブ・ヒーロー ロブ・ロイ（ロブ・ロイ）
- レ・ミゼラブル（ジャン・バルジャン）

リチャード・ギア
- 運命の女（エドワード・サムナー）※テレビ朝日版
- ジャック・サマースビー（ジャック・サマースビー）
- マリーゴールド・ホテル 幸せへの第二章（ガイ・チェンバース）

レナード・ニモイ
- スター・トレックシリーズ（ミスター・スポック）
  - 宇宙大作戦 ※追加収録部分
  - スタートレック ※ソフト版
  - スタートレックII カーンの逆襲 ※ソフト版
  - スタートレックIII ミスター・スポックを探せ! ※ソフト版
  - スタートレックIV 故郷への長い道 ※ソフト版
  - スタートレックV 新たなる未知へ ※ソフト版
  - スタートレックVI 未知の世界 ※新ソフト版
  - スタートレック:ディープ・スペース・ナイン
  - スター・トレック（スポック・プライム）
  - スター・トレック イントゥ・ダークネス（スポック・プライム）

- ビッグバン★セオリー/ギークなボクらの恋愛法則（アクションフィギュア・スポック）※シーズン5『オモチャでの遊び方の法則』
- マーシャル博士の恐竜ランド（ザ・ザーンの声）

ロバート・デ・ニーロ
- アナライズ・ユー（ポール・ヴィッティ）
- グランパ・ウォーズ おじいちゃんと僕の宣戦布告（エド）
- リベンジ・マッチ（ビリー・“ザ・キッド”・マクドネン）

ロバート・レッドフォード
- アンフィニッシュ・ライフ（アイナー・ギルキソン）
- 大いなる陰謀（スティーヴン・マレー教授）
- ニュースの真相（ダン・ラザー）

#### 映画
- アート・オブ・ウォー2（ティム神父〈ウィンストン・レカート〉）
- アイ・アム・デビッド（男〈フリスト・ショポフ〉）
- アイス・ステーション（サム・ケイジ大尉〈クレイトン・ローナー〉）
- アイアン・ウィル/白銀に燃えて（ハリー・キングスレー〈ケヴィン・スペイシー〉）
- 愛と情熱のジョセフィン・ベイカー（シドニー・ウィリアムズ〈ルイス・ゴセット・ジュニア〉）
- 愛のエチュード（ヴァレンチノフ〈スチュアート・ウィルソン〉）
- 悪魔のいけにえ2（クック〈ジム・シードー〉[127]）
- アサシン 暗・殺・者（ボブ〈ガブリエル・バーン〉）※テレビ朝日版
- アポロ11を追いかけて（ワシントン・ベラミー〈テッド・ダンソン〉）
- アラジン（サルタン〈ナヴィド・ネガーバン〉[128]）
- ALI アリ（マルコムX〈マリオ・ヴァン・ピーブルズ〉）
- アリス・イン・ワンダーランド（アスコット卿〈ティム・ピゴット＝スミス〉）※フジテレビ版
- あるいは裏切りという名の犬（レオ・ヴリンクス〈ダニエル・オートゥイユ〉）
- ある少年の告白（マーシャル・イーモンズ〈ラッセル・クロウ〉）
- アレキサンダー（フィリッポス2世〈ヴァル・キルマー〉）
- 暗殺の瞬間（レイ〈マイケル・キッチン〉）
- アンティ・キラー（ウジャック・アデュエフ）
- イコン ICON（ジェイソン・モンク〈パトリック・スウェイジ〉）
- 1492 コロンブス（コロンブス〈ジェラール・ドパルデュー〉）※ソフト版
- 1911（唐維雍）
- ヴィクトリー 遥かなる大地（アレックス〈ウィレム・デフォー〉）
- ウィンチェスター銃'73（ダッチ・ヘンリー・ブラウン）※ソフト版
- ウエスト・オブ・ザ・デッド（ブランコ保安官〈デヴィッド・キース〉）
- ウォール・ストリート（ブレトン・ジェームズ〈ジョシュ・ブローリン〉[129]）
- エアポート'98（ジェイ・パーキンス〈スコット・バクラ〉）
- エイリアン3（クレメンス医師〈チャールズ・ダンス〉）※テレビ朝日版
- エグゼキューター 復讐の黙示録（ジャック・エルギン〈ジェレミー・アイアンズ〉[130]）※テレビ東京版
- エクソシスト ディレクターズ・カット版（ダミアン・カラス神父〈ジェイソン・ミラー〉）
- エスケープ・フロム・L.A.（パイプライン〈ピーター・フォンダ〉）※ソフト版
- エボリューション（ラッセル・ウッドマン将軍〈テッド・レヴィン〉）※ソフト版
- L.A.コンフィデンシャル（バド・ホワイト〈ラッセル・クロウ〉）※ソフト版
- L.A.マフィア戦争/大殺戮（トニー・デュセック）
- エンツォ レーサーになりたかった犬とある家族の物語（エンツォ〈ケビン・コスナー〉）
- エンティティー 霊体（スナイダーマン〈ロン・シルヴァー〉）※テレビ朝日版
- オーシャン・オブ・ファイヤー（バッファロー・ビル・コーディ〈J・K・シモンズ〉）
- オーメン4（ジーン・ヨーク〈マイケル・ウッズ〉）
- 狼よさらば 地獄のリベンジャー（ブライアン・ホイル検事〈ソウル・ルビネック〉）
- 男たちの挽歌 II（ホー〈ティ・ロン〉）※TBS版
- 女はみんな生きている（ポール〈ヴァンサン・ランドン〉）
- ガーゴイル・トゥルーパーズ（ガス・グスタフセン少佐）
- カウボーイ & エイリアン（ミーチャム〈クランシー・ブラウン〉）
- 過去のない男（過去のない男〈マルック・ペルトラ〉）
- 過失（ジャスティン・ソーン〈ジミー・スミッツ〉）
- キスキス,バンバン（ハーラン・デクスター〈コービン・バーンセン〉）
- キャスト・アウェイ（アルバート・“アル”・ミラー〈ヴィンス・マーティン〉）
- キャデラック 俺たちの1,000マイル（マーヴィン〈ダニエル・スターン〉）
- ギャンブル・プレイ（ボブ・モンタナ〈ニック・ノルティ〉）
- 恐怖の岬（チャーリー・シーバース〈テリー・サバラス〉）※BD版
- キング・オブ・エジプト（ラー〈ジェフリー・ラッシュ〉[131]）
- キングコング（フレッド・ウィルソン〈チャールズ・グローディン〉）※テレビ朝日新録版
- キングダム・オブ・ヘブン（リチャード1世〈イアン・グレン〉）
- 9月になれば（ロバート・L・タルボット〈ロック・ハドソン〉）※ソフト版
- クリスマス・キャロル（ディケンズ / スクルージ〈サイモン・キャロウ〉）
- グリズリー・パーク（ボブ隊員〈グレン・モーシャワー〉）
- クリフハンガー（ハル・タッカー〈マイケル・ルーカー〉）※ソフト版
- クリミナル・サイト 〜運命の暗殺者〜（フランク・ローガン〈マイケル・キートン〉）
- グローリー（トリップ〈デンゼル・ワシントン〉）※日本テレビ版
- クロウ/飛翔伝説（アルブレヒト〈アーニー・ハドソン〉）※テレビ東京版
- 刑事マディガン（ダニエル・マディガン〈リチャード・ウィドマーク〉）※ソフト版
- ゴー・ファースト 潜入捜査官（レブラール〈グザヴィエ・マリ〉）
- 恋のからさわぎ（ウォルター・ストラットフォード〈ラリー・ミラー〉）
- ゴッドファーザー・サガ（トム・ヘイゲン〈ロバート・デュヴァル〉）
- コピーキャット（クイン警部〈J・E・フリーマン〉）※ソフト版
- コレクター（カイル・クレイグ〈ジェイ・O・サンダース〉）※テレビ朝日版
- コンタクト（デイヴィッド・ドラムリン〈トム・スケリット〉）※テレビ東京版
- サイコキラー（スピリアン・レインズ〈フィリップ・マイケル・トーマス〉）
- サウンド・オブ・サイレンス（パトリック・バリー・コスター〈ショーン・ビーン〉）※テレビ朝日版
- ザ・コア（サージ・レベック〈チェッキー・カリョ〉）※テレビ朝日版
- サハラ戦車隊（ジョー・ガン軍曹〈ハンフリー・ボガート〉）※ソフト版
- ザ・ヒットマン/危険な標的（ロニー・デル・デラニー〈マイケル・パークス〉）
- サンクタム（フランク・マクガイア〈リチャード・ロクスバーグ〉）
- シークレット・ミッション（フランク・バナー〈アーマンド・アサンテ〉）
- 幸せをつかむ歌（ピート〈ケヴィン・クライン〉）
- ジェット・ローラー・コースター（ホイト捜査官〈リチャード・ウィドマーク〉）※ソフト版
- シェフ 三ツ星フードトラック始めました（リーバ〈ダスティン・ホフマン〉）
- ジェラルドのゲーム（ジェラルド〈ブルース・グリーンウッド〉）
- 地獄の黙示録 特別完全版（ビル・キルゴア中佐〈ロバート・デュヴァル〉）
- ジャッカルの日（ローラン大佐〈ミシェル・オークレール〉）※テレビ東京版
- シャンヌのパリ、そしてアメリカ（ビル・ウィリス〈クリス・クリストファーソン〉）
- 上海1920 あの日みた夢のために（ドーソン・コール〈エイドリアン・パスダー〉）
- 12人の怒れる男 評決の行方（陪審員11番〈エドワード・ジェームズ・オルモス〉）※NHK版
- 小説家を見つけたら（ロバート・クロフォード教授〈F・マーリー・エイブラハム〉）
- 少林サッカー（ハン〈パトリック・ツェー〉）※日本公開版
- 死霊のはらわたIII/キャプテン・スーパーマーケット（アーサー王〈マーカス・ギルバート〉）
- 仁義なき街（ロッキー〈ジュリアーノ・ジェンマ〉）
- 新世紀Mr.Boo! ホイさま カミさま ホトケさま（キン / 強盗団ボス〈フランシス・ン〉）
- ズートスーツ（ジョージ・シアラー〈チャールズ・エイドマン〉）
- スーパーマン（レックス・ルーサー〈ジーン・ハックマン〉）※テレビ朝日旧版（追加収録部分）
- スーパーマンII 冒険篇（レックス・ルーサー〈ジーン・ハックマン〉）※テレビ朝日旧版（追加収録部分）
- 水曜日の女（ビル〈ジョン・ハード〉）
- スカーフェイス（フランク・ロペス〈ロバート・ロッジア〉、ストラッサー将軍）※ソフト版
- スコーピオン・キング（ゾラック〈ラルフ・メラー〉）※日本テレビ版
- ステート・オブ・グレース（ニック〈ジョン・タトゥーロ〉）※VHS版
- ステルス（ジョージ・カミングス〈サム・シェパード〉[132]）
- スネークヘッドテラー（パトリック・ジェームズ〈ブルース・ボックスライトナー〉）
- スノーホワイト（森の番人ゴート〈レイ・ウィンストン〉[133]）
- スパイダー/少年は蜘蛛にキスをする（ビル・クレッグ〈ガブリエル・バーン〉）
- スパニッシュ・プリズナー（ジミー・デル〈スティーヴ・マーティン〉）
- スピーシーズ2（プレス・レノックス〈マイケル・マドセン〉）※フジテレビ版
- スピード（マクマホン〈ジョー・モートン〉）※テレビ朝日版
- スペース・パイレーツ（ジェイソン〈ロバート・ユーリック〉）
- スラップ・ショット（レジー・ダンロップ〈ポール・ニューマン〉）※ソフト版
- セッション9（フィル〈デヴィッド・カルーソ〉）
- 戦火の馬（テッド・ナラコット〈ピーター・マラン〉）
- 続・赤毛のアン/アンの青春（モーガン・ハリス）※ソフト版
- 訴訟（ニック・ホルブルック〈ローレンス・フィッシュバーン〉）
- ゾンビーノ（ミスター・ボトムズ〈ヘンリー・ツェニー〉）
- 第一容疑者2（ゲルハルト・ダッチ〈ユルゲン・プロホノフ〉）
- 大脱走（ヘンドリー〈ジェームズ・ガーナー〉）※テレビ東京版
- タイタンの戦い（ソロン〈リアム・カニンガム〉）※テレビ朝日版
- ダイバージェント（マーカス・イートン〈レイ・スティーヴンソン〉）
- ダイバージェントNEO（マーカス・イートン〈レイ・スティーヴンソン〉）
- ダウン（ミリガン〈エドワード・ハーマン〉）※テレビ東京版
- ダニエル・スティール/愛の楽園〜追いつめられて〜（テイト〈リー・ホースリー〉）※テレビ東京版
- 007/リビング・デイライツ（ネクロス〈アンドリアス・ウイスニウスキー〉）※ANA機内上映版
- タワー・オブ・タイタンズ（ジョン・シャノン〈ピーター・ウェラー〉）
- 探偵少女レクシー（ミーニー）
- デアデビル（ジャック・マードック〈デヴィッド・キース〉）※ソフト版
- ディテクティヴ（キャラハン〈スティーヴン・レイ〉）
- ティモシーの小さな奇跡（ビッグ・ジム〈デヴィッド・モース〉）
- ティン・カップ（デヴィッド・シムズ〈ドン・ジョンソン〉）※ソフト版
- デス・プルーフ in グラインドハウス（スタントマン・マイク〈カート・ラッセル〉）
- デトネーター（フリント支局長〈マイケル・ブランドン〉）※ソフト版
- デルタフォース3（セルゲイ）※VHS版
- テルマ&ルイーズ（ハル・スローコム警部〈ハーヴェイ・カイテル〉）
- テロリスト・ゲーム2/危険な標的（ニック・コールドウェル〈ウィリアム・ディヴェイン〉）※旧DVD・VHS版
- ドーベルマン（クロダレック警視）
- トール・テイル/パラダイス・ヴァレーの奇跡（J・P・スタイルズ〈スコット・グレン〉）
- トゥルーライズ（ハリー・タスカー〈アーノルド・シュワルツェネッガー〉）※ソフト版
- 特殊部隊フォースメジャー/ハイジャック殲滅作戦（ゲルノート・マック〈ヘルベルト・フリッチュ〉）
- ドラゴン/ブルース・リー物語（ビル・クリーガー〈ロバート・ワグナー〉）※テレビ朝日版
- トランスポーター3 アンリミテッド（レオニード・ヴァシーレブ〈ジェローン・クラッベ〉）
- ドロップ・ゾーン（タイ・モンクリーフ〈ゲイリー・ビジー〉）※テレビ朝日版
- ニック・オブ・タイム（ブレンダン・グラント〈ピーター・ストラウス〉）※日本テレビ版
- ネットフォース（スティーヴ・デイ〈クリス・クリストファーソン〉）※NHK版
- ノー・エスケープ 自由への国境（サム〈ジェフリー・ディーン・モーガン〉）
- ノンフィクション（ポール・ラカス）
- HAKUGEKI 迫撃（サン・アントニオ〈ジェラール・ランヴァン〉）
- バグダッドの盗賊（アーマッド〈ジョン・ジャスティン〉）※日本テレビ版
- パズラー2 リターン・オブ・マッドネス（サンチェズ）
- バットマン リターンズ（オズワルド・コブルポット / ペンギン〈ダニー・デヴィート〉）※テレビ朝日版（追加収録部分）
- パトリオット・ゲーム（ショーン・ミラー〈ショーン・ビーン〉）※テレビ朝日版
- バトル・オーシャン 海上決戦（来島通総〈リュ・スンリョン〉）
- バトル・オブ・ザ・セクシーズ（ジャック・クレイマー〈ビル・プルマン〉）
- バルティック・ストーム（エリック・ウェスターマーク〈ユルゲン・プロホノフ〉）
- ビッグムービー（ボビー・バウフィンガー〈スティーヴ・マーティン〉）
- 瞳の奥の秘密（ベンハミン・エスポシト〈リカルド・ダリン〉）
- ビロウ（ブライス〈ブルース・グリーンウッド〉）※ソフト版
- 5フィンガーズ（アーマット〈ローレンス・フィッシュバーン〉）
- フィールド・オブ・ドリームス（ジョー・ジャクソン〈レイ・リオッタ〉）※日本テレビ版
- フィリップ、きみを愛してる!（リンホルム〈アントニー・コローネ〉）
- 47RONIN（将軍綱吉〈ケイリー＝ヒロユキ・タガワ〉）
- ブラインド・フィアー（ホランダー〈マイケル・キートン〉）
- ブラック・ドッグ（ジャック・クルーズ〈パトリック・スウェイジ〉）※ソフト版、（マクラーレン〈スティーヴン・トボロウスキー〉）※日本テレビ版
- ブラック・ナイト（パーシヴァル卿〈ヴィンセント・リーガン〉）
- ブラックホーク・ダウン（マイク・スティール大尉〈ジェイソン・アイザックス〉）※テレビ東京版
- ブラッド・ダイヤモンド（コッツィー大佐〈アーノルド・ヴォスルー〉）
- PLANET OF THE APES/猿の惑星（アター〈マイケル・クラーク・ダンカン〉[134]）※日本テレビ版
- プリティ・プリンセス2/ロイヤル・ウェディング（メイプリー子爵〈ジョン・リス＝デイヴィス〉）
- ブルズ・アイ（デックス・ドライヤー〈ティモシー・ダルトン〉）
- フルメタル・ジャケット（ウォルター・J・シノスキー〈エド・オロス〉）
- ブレーキ・ダウン（アール〈M・C・ゲイニー〉）※日本テレビ版
- ブレイザウェイ（コーデル）
- ブレイド3（レイ・カンバーランド〈ジェームズ・レマー〉）※ソフト版
- プレデター（ジョージ・ディロン〈カール・ウェザース〉）※テレビ朝日版
- フレンチ・キス（リュック・テシエ〈ケヴィン・クライン〉）※日本テレビ版
- ヘイトフル・エイト（ジョン・ルース〈カート・ラッセル〉）
- ペインテッド・レディ/肖像画の淑女（ロベルト〈フランコ・ネロ〉）
- 暴走特急（トム・ブレーカー〈ニック・マンキューゾ〉）※テレビ朝日版
- 僕と未来とブエノスアイレス（エリアス）
- 僕のボーガス（アントワーヌ）
- ポストマン（ベスレヘム将軍〈ウィル・パットン〉）※フジテレビ版
- ホット・ロッド/めざせ!不死身のスタントマン（フランク〈イアン・マクシェーン〉）
- ホワイト・インフェルノ（レノ・ライリー〈マーク・リンゼイ・チャップマン〉）
- マイ・ファーザー 死の天使/アウシュヴィッツ収容所 人体実験医師（ポール・ミンスキー〈F・マーリー・エイブラハム〉）
- マダム・マロリーと魔法のスパイス（パパ〈オム・プリ〉）
- マッド・シティ（ドビンズ〈レイモンド・J・バリー〉）※フジテレビ版
- マトリックス リローデッド（ロック司令官〈ハリー・J・レニックス〉）※フジテレビ版
- マトリックス レボリューションズ（ロック司令官〈ハリー・J・レニックス〉）※フジテレビ版
- 魔法にかけられて（イーサン・バンクス〈イザイア・ウィットロック・Jr〉）
- MAMA（ドレイファス博士〈ダニエル・カッシュ〉）
- マルセイユの決着（ギュ・マンダ〈ダニエル・オートゥイユ〉）
- ミクロの決死圏（グラント〈スティーヴン・ボイド〉）※テレビ朝日新録版
- Mr.ディーズ（チャック・セダー〈ピーター・ギャラガー〉）
- ミステリー、アラスカ（スコット・ピッチャー町長〈コルム・ミーニイ〉）
- ミストレス（マーヴィン・ランディスマン〈ロバート・ウール〉）
- 身代金（ジミー・シェイカー刑事〈ゲイリー・シニーズ〉）※テレビ朝日版
- 未来を生きる君たちへ（アントン〈ミカエル・パーシュブラント〉）
- みんな誰かの愛しい人（ピエール・ミレール）
- ムースポート（バート〈リップ・トーン〉）※ソフト版
- メイド・イン・ヘブン（ドナルド〈デヴィッド・ラッシュ〉）
- メジャーリーグ（ペドロ・セラノ〈デニス・ヘイスバート〉）※日本テレビ版
- モンスターズ（父親〈ディーン・シモーン〉）
- 山猫は眠らない3 決別の照準（ポール・フィネガン〈ジョン・ドーマン〉）※ソフト版
- 誘拐騒動/ニャンタッチャブル（ピーター・ランドール〈マイケル・マッキーン〉）※VHS版
- 誘拐犯（アブナー・マーサー〈ジェフリー・ルイス〉）
- ゆかいな天使/トラブるモンキー（トム〈クリストファー・マクドナルド〉）
- 夢の降る街（アレックス・トレマー〈ジェフ・ダニエルズ〉）
- ライトスタッフ（チャック・イェーガー〈サム・シェパード〉）
- ライフ・オブ・パイ/トラと漂流した227日（コック〈ジェラール・ドパルデュー〉）
- ライブラリアン 伝説の秘宝（エドワード・ワイルド〈カイル・マクラクラン〉）
- ラスト・アクション・ヒーロー（ベネディクト〈チャールズ・ダンス〉）※テレビ朝日版
- ラストコンサート（リチャード〈リチャード・ジョンソン〉）※ソフト版
- ラスプーチン（グレゴリー・ラスプーチン〈アラン・リックマン〉）
- ラブ&クライム（マルドナド〈アート・マリック〉）
- ララミーから来た男（ヴィック・ハンズブロ〈アーサー・ケネディ〉）※ソフト版
- リトル・ビッグ・フィールド（ルー・コリンズ）
- リバイアサン（ジャスティン・ジョーンズ〈アーニー・ハドソン〉）※テレビ朝日版
- ルパン三世（モムラーチャオ・プラムック〈ニルット・シリチャンヤー〉）
- レイチェル（ケンダル〈イアン・グレン〉）
- レッサー・エヴィル（ジョージ〈デヴィッド・ペイマー〉）
- レッド・ウォール（リチャード・ダンヴィル〈リチャード・バージ〉）
- レッド・バイオリン（モリッツ〈サミュエル・L・ジャクソン〉）
- レディ・イン・ザ・ウォーター（リーズ〈ビル・アーウィン〉）
- ロズウェル（タウンゼント〈マーティン・シーン〉）
- ロスト・コマンド/名誉と栄光のためでなく（ラスペギー〈アンソニー・クイン〉）※ソフト版
- ロッキー5/最後のドラマ（トミー・マシン・ガン〈トミー・モリソン〉）※VHS版
- ROCK YOU!（エクター卿）※日本テレビ版
- ロビン・フッド（リチャード1世〈ダニー・ヒューストン〉）
- ワイアット・アープ（ヴァージル・アープ〈マイケル・マドセン〉）※テレビ東京版
- ワイルド・スピードX3 TOKYO DRIFT（ボズウェル少佐〈ブライアン・グッドマン〉）
- ワイルド・スピード/ジェットブレイク（バディ〈マイケル・ルーカー〉）
- 私にだってなれる! 夢のナレーター単願希望（サム〈フレッド・メラメッド〉）
- ワンダーウーマン（ルーデンドルフ〈ダニー・ヒューストン〉[135]）

#### ドラマ
- アストリッドとラファエル2 文書係の事件録 #7（デルレット男爵〈トム・ノヴァンブル〉）
- アリー my Love（セラピスト〈フレッド・ウィラード〉）
- ALCATRAZ/アルカトラズ（エドウィン・ジェームズ所長〈ジョニー・コイン〉）
- アンダー・ザ・ドーム（デューク・パーキンズ保安官〈ジェフ・フェイヒー〉）
- アンネ・フランク（フリッツ・プフェファー）
- イニョプの道（キム・チグォン〈キム・ガプス〉）
- インディ・ジョーンズ/若き日の大冒険（ジョーンズ教授）
- ヴァージンリバー シーズン6（エベレット）
- ウルトラマンパワード（ロジャー・シェクター〈ジェフリー・コムズ〉）
- NCIS: ニューオーリンズ シーズン4 #18（スタンリー・パーカー大佐）
- NCIS 〜ネイビー犯罪捜査班（リロイ・ジェスロ・ムーア〈ビリー・ディー・ウィリアムズ〉）
  - シーズン3 #10（カーズン警部）
- F/X ザ・シリーズ（レオ・マッカーシー〈ケビン・ダブソン〉）
- エリザベス1世 〜愛と陰謀の王宮〜（ロバート・ダドリー〈ジェレミー・アイアンズ〉）
- 王女の男（首陽大君〈キム・ヨンチョル〉）※NHK版
- キャッスル 〜ミステリー作家は事件がお好き（ジャクソン・ハント〈ジェームズ・ブローリン〉）
- 宮廷女官チャングムの誓い（中宗〈イム・ホ〉）
- クリミナル・マインド FBI行動分析課（デヴィッド・ロッシ〈ジョー・マンテーニャ〉）※シーズン9 #8から
- クリミナル・マインド 国際捜査班 シーズン1 #1、シーズン2 #2（デヴィッド・ロッシ〈ジョー・マンテーニャ〉）
- 警察医サイモン・ロック（サイモン・ロック〈代役〉）
- 刑事ナッシュ・ブリッジス シーズン2 #5（スコット・ラモント〈ウィリアム・ラス〉）
- 刑事マルティン・ベック（レンナルト・コルベリ）
- コールドケース4 #17（ドクター・リロイ）
- 高慢と偏見（ミスター・コリンズ）
- THE TUDORS〜背徳の王冠〜（サリー伯爵）
- ザ・ホワイトハウス（ロバート・リッチー）
- 三国志 Three Kingdoms（袁紹）
- ジョーイ シーズン1 #6（ロジャー）
- 新アウターリミッツ（リチャード・アダムス上院議員〈ペリー・キング〉、ロジャー・キンブロー船長〈モーリス・ディーン・ウィント〉、ポール・コーラー〈モーリス・ディーン・ウィント〉、イアン・マイケルズ〈トム・アーウィン〉、エズラ・バーンハム〈ゲイリー・ビジー〉）
- 新・刑事コロンボ 華麗なる罠（ウェズリー・コーマン〈ジェームズ・リード〉）
- スカーレット/続・風と共に去りぬ（コラム・オハラ神父〈コルム・ミーニイ〉）
- SCORPION/スコーピオン シーズン1 #15（ブルース〈デヴィッド・ジェームズ・エリオット〉）
- スタートレック:ディープ・スペース・ナイン シーズン1 #8（アイロン・タンドロ〈グレゴリー・イッツェン〉）
- セックス・アンド・ザ・シティ（アレクサンドル・ペトロフスキー〈ミハイル・バリシニコフ〉）
- 続ハリーズ・ロー 裏通り法律事務所（判事〈エドワード・ハーマン〉）
- ダークエイジ・ロマン 大聖堂（ヘンリー1世）
- ターザンの大冒険（ニコライ・ロコフ〈アンドリュー・ディヴォス〉）※NHK-BS2版
- 第一容疑者2 顔のない少女（リチャード・ハスコンズ）
- 第一容疑者3 朽ちた野望（リチャード・ハスコンズ巡査部長）
- 太王四神記（ヨン・ガリョ〈パク・サンウォン〉）
- 大草原の小さな家（ジョナサン〈アーネスト・ボーグナイン〉）※NHK-BS4K版
- チャームド 〜魔女3姉妹〜（リース・デビッドソン）
- CHUCK/チャック（ローン・モンゴメリー〈ジョン・ラロケット〉）
- デスパレートな妻たち（カール・メイヤー〈リチャード・バージ〉）
- 24 -TWENTY FOUR- シーズン1（ロバート・エリス〈ウェイド・ウィリアムズ〉）
- 特捜刑事マイアミ・バイス シーズン5 #17（モントーヤ）
- バーン・ノーティス 元スパイの逆襲（ライダー・スタール、トム・カード）
- バイオニック・ウーマン（ジョナス・ブレッドソー〈ミゲル・フェラー〉）
- パパにはヒ・ミ・ツ（フレッド・ドイル〈ジョン・ラッツェンバーガー〉）
- 薔薇の名前（ベルナール・ギー〈ルパート・エヴェレット〉[136]）
- 犯罪分析官ハリファックス: 歪んだ天罰（トム・サラセン〈アンソニー・ラパーリア〉[137]）
- HERE AND NOW 〜家族のカタチ〜（グレッグ・ボートライト〈ティム・ロビンス〉）
- ヒロシマ 原爆投下までの4か月（レズリー・グローヴス〈リチャード・D・マズー〉）
- ふたりは最高!ダーマ&グレッグ
  - シーズン1 #8（アンディ・レイノルズ〈ジェームズ・エックハウス〉）
  - シーズン5 #20（ハーブ〈ジョージ・ワイナー〉）
- ブラックリスト リデンプション（リチャード・ホワイトホール）
- フロム・ジ・アース/人類、月に立つ（ハル・ディーコン〈ジョン・M・ジャクソン〉）※NHK版
- ヘチ 王座への道（ミン・ジノン〈イ・ギョンヨン〉[138]）
- HOMELAND（ソール・ベレンソン〈マンディ・パティンキン〉）※シーズン4から
- BONES（レオ・ノックス〈マイケル・クラーク・ダンカン〉）
- 冒険野郎マクガイバー シーズン2 #20（マイク・デズモンド）
- ホワイトハウス・ファームの惨劇 〜バンバー一家殺人事件〜（スタンリー・ジョーンズ巡査部長〈マーク・アディ〉[139]）
- MACGYVER/マクガイバー シーズン2 #19（ジュリアン・ハルシー）
- 魔術師 MERLIN（ウーサー王〈アンソニー・スチュワート・ヘッド〉）
- ミステリー・ゾーン シーズン1 #4（ダニー・ワイス〈マーティン・バルサム〉）※ソフト版
- ミディアム 霊能者アリソン・デュボア（エドワード・クーパー捜査官〈カートウッド・スミス〉）
- 名探偵モンク7（イーサン・リックオーバー判事〈クレイグ・T・ネルソン〉）
- THE MENTALIST メンタリストの捜査ファイル（スティーヴ・リグズビー〈ウィリアム・フォーサイス〉）
- ヤングライダーズ シーズン1 #11（リチャード・ジェントリー）
- ライ・トゥ・ミー 嘘は真実を語る（ドーキンス）
- ローマ警察殺人課アウレリオ・ゼン 3つの事件（スカドール）

#### アニメ
- アントブリー（ハチの閣下）
- キャプチャー・ザ・フラッグ 月への大冒険!（フランク・ゴールドウィング）
- スター・ウォーズ/クローン・ウォーズ（トレンチ）
- スター・ウォーズ クローン大戦（グリーヴァス将軍）
- スパイダーマン:フレンドリー・ネイバーフッド（サディアス・ロス）
- ドラゴンズドグマ（ドラゴン[140]）
- ホワット・イフ...?（ロス将軍）
- マイリトルポニー〜トモダチは魔法〜（クランキー・ドードゥル・ドンキー）
- マダガスカル3（ビターリ[141]）
- マドレーヌとすてきな家族（ナレーション〈声：クリストファー・プラマー〉）
- ミュータント・タートルズ（2012年版）（スプリンター[142]）
- ライアンを探せ!（カザール）
- レゴ ニンジャゴー（ウナガミ）
- レゴバットマン ザ・ムービー（アルフレッド・ペニーワース）

#### テレビ番組
- UFC登竜門 ジ・アルティメット・ファイター ミドル級ウォーズ（チャック・リデル）

### テレビドラマ
- 俺たちの朝 第17話「チューとレポートと協力者たち」（1977年2月13日、東宝 / NTV） - 株式会社セイトー研修生
- ゆうひが丘の総理大臣（1978年、ユニオン映画 / NTV）
- 大空港 第31話「地下水道の銃撃戦! 死の逃亡者」（1979年、CX / 松竹） - 結城カメラマン
- 新・江戸の旋風 第23話「源兵衛長屋に鶴が来た」（1980年、CX） - 高下
- 太陽にほえろ!（東宝 / NTV）
  - 第516話「白いスーツの女」（1982年） - 村上
  - 第564話「夏の別れ」（1983年） - 三浦正博
- お師匠さんは名探偵（1984年、TBS）
- 澪つくし（1985年） - 中原中尉 役
- 殺意の朝日連峰（1989年、ANB）
- 殉愛（1988年、TBS）
- 特捜エクシードラフト（1992年、ANB） - 反橋栄一郎
- 連峰釣部渓三郎の推理! 伊豆下田、寝姿山で待つ女 プロポーズの夜に殺人が…（1992年、ANB）
- ヒロシマ 原爆投下までの4か月（1996年、NHK）
- 葵 徳川三代（2000年、NHK大河ドラマ） - 小西行長
- 炎の如く 吉田松陰（2001年、NTV）
- 水戸黄門第30部　第22話「神々の里の奇妙な話 -高千穂-」（2002年、TBS） - 延岡藩高千穂代官・武田郡兵衛
- 世直し公務員ザ・公証人（2002年、TBS）
- 古畑任三郎ファイナル「フェアな殺人者」（2006年、CX） - 支配人
- 地獄少女（2006年、NTV） - 阿部
- 課長 島耕作2 香港の誘惑（2008年、NTV）

### テレビ番組
- NHKスペシャル
- 「超常現象 科学者たちの挑戦」（声の出演）
- 「新・映像の世紀 第1集「百年の悲劇はここから始まった」（朗読）
- トリハダ（秘）スクープ映像100科ジテン3時間スペシャル（吹き替え）
- NHK「超絶 凄ワザ!」ナレーション（2015年2月5日 - ）
- BS世界のドキュメンタリー「ドキュメンタリードラマ ニュルンベルク裁判」（アルベルト・シュペーア）
- いたー!ヤバい生き物 キケン生物と大バトル（ナレーション）

### 特撮
2013年
- 獣電戦隊キョウリュウジャー（百面神官カオスの声）
- 劇場版 獣電戦隊キョウリュウジャー ガブリンチョ・オブ・ミュージック（百面神官カオスの声）

2014年
- 獣電戦隊キョウリュウジャーVSゴーバスターズ 恐竜大決戦! さらば永遠の友よ（百面神官カオスの声）
- 帰ってきた獣電戦隊キョウリュウジャー 100 YEARS AFTER（千面神官ガオスの声）

### CM
- サントリー 『ボス』（トミー・リー・ジョーンズ、2013年 - ）
- パナソニック 『Wおどり炊き』（ナレーション）
- フジドリームエアラインズ（ナレーション）
- 山田養蜂場（ナレーション）

### その他コンテンツ
- パチンコ『CR地獄少女』（輪入道）
- 福井市PR動画（ナレーション＆顔出し出演[146]）
- モーションコミック ULTRAMAN（早田進）[147][リンク切れ]
- ミュージカル エリザベート（裁判官の声）

### シリーズ一覧
1. ↑  第1期（2005年 - 2006年）、第2期『二籠』（2006年 - 2007年）、第3期『三鼎』（2008年 - 2009年）、第4期『宵伽』（2017年）
2. ↑  第1期（2005年 - 2006年）、第3期『III-FINAL-』（2011年）
3. ↑  第1期（2008年）、第2期『鉄腕バーディー DECODE:02』（2009年）
4. ↑  第2期『続 夏目友人帳』（2009年）、第3期『参』（2011年）
5. ↑  第2期『銀魂’』（2011年 - 2012年）、第4期『銀魂.』（2018年）
6. ↑  第2期『2』（2014年）、第3期『3』（2019年）
7. ↑  第1期（2014年）、第2期『√A』（2015年）、最終章『:re』（2018年）
8. ↑  第1期（2015年）、第2期『風塵乱舞』（2016年）
9. ↑  第1期（2017年）、第2期『S』（2021年）
10. ↑  第1期（2017年）、第2期『Ⅱ』（2018年）
11. ↑  第一期（2018年）、第二期（2018年）、第三期（2020年）、第四期（2022年 - 2023年）
12. ↑  第1期（2018年）、第2期（2020年）
13. ↑  SEASON 1（2019年）、SEASON 2（2023年）
14. ↑  第1期（2020年）、第2期『Super Extra』（2022年）
15. ↑  第1クール（2022年）、第2クール『-訣別譚-』（2023年）、第3クール『-相剋譚-』（2024年）
16. ↑  第1期（2024年）、第2期（2025年）
17. ↑  『映画 おしりたんてい カレーなる じけん』（2019年）、
『映画おしりたんてい シリアーティ』（2022年）、
『映画おしりたんてい 夢のジャンボスイートポテトまつり』（2022年）
18. ↑  第1章[63]（2021年）、第2章[64]（2021年）、第3章[65]（2023年）
19. ↑  『ヒート・ザ・ソウル』『ヒート・ザ・ソウル2』『選ばれし魂』（2005年）、『ヒート・ザ・ソウル3』（2006年）、『ヒート・ザ・ソウル4』（2007年）、『ソウル・カーニバル』『ヒート・ザ・ソウル5』（2008年）、『ヒート・ザ・ソウル6』『ソウル・カーニバル2』（2009年）、『ヒート・ザ・ソウル7』（2010年）
20. ↑  『ナルティメットストームジェネレーション』（2012年）、『ナルティメットストーム3』（2013年）、『ナルティメットストームレボリューション』[74]（2014年）、『ナルティメットストーム4』[75]（2016年）

### 初出話一覧
1. ↑  第15話初出
2. 1 2  第1話初出
3. ↑  第14話初出
4. ↑  第11話初出
5. ↑  第12話初出